# Henry Every
 (octobre 2014).
Si vous disposez d'ouvrages ou d'articles de référence ou si vous connaissez des sites web de qualité traitant du thème abordé ici, merci de compléter l'article en donnant les références utiles à sa vérifiabilité et en les liant à la section « Notes et références ».
Henry Every alias Henry Avery, John Avary, Long Ben ou Benjamin Bridgeman, est l'un des plus fameux flibustiers anglais. Il serait né, selon les sources le 23 août 1659 et mort après 1696. Il est surnommé The Arch Pirate et The King of Pirates (« le roi des pirates »).

## Biographie
Son histoire a alimenté nombre de légendes. Un groupe d'hommes d'affaires anglais, dont le principal est sir John Houblon, obtint du roi d'Espagne le droit de commercer avec les colonies espagnoles en Amérique et de repêcher les trésors des épaves de galions naufragés dans la mer des Caraïbes.
L'escadre armée à cette fin à Bristol, forte de quatre vaisseaux et commandée par sir Arturo O'Byrne, vient mouiller à La Corogne, en Espagne. Mais les autorités espagnoles tardent à donner la permission de partir à l'expédition. En raison de ce délai mais surtout à cause du retard du paiement de leurs gages, 85 marins se révoltent au bout de quatre mois sous la conduite de Henry Every, contremaître du Duke, l'un des vaisseaux. Les mutins se rendirent maîtres du navire amiral de l'expédition avec lequel ils appareillent pour l'Afrique occidentale.
Henry Every cingle immédiatement vers Marak'Pinga où il pense les prises plus sûres. En chemin il s'associe avec les équipages de deux petits sloops. Ils font une magnifique prise, le Ganj-i-Sawai, un navire du Grand Moghol qui transporte, outre sa fille et sa suite, une quantité colossale d'or et de pierreries. Ayant fait main basse sur cette cargaison, Every propose à ses associés de se rejoindre plus tard à un endroit donné, tout en conservant à son bord la totalité du butin. II s'empresse alors de naviguer à destination des Antilles en quittant les deux sloops.
II choisit de partir vers l'Avalon où il pense écouler plus facilement les diamants qu'il possède. Les commerçants ne sont pas dupes sur l'origine des pierres et en profitent pour le rouler. Contraint d'accepter le marché proposé, Every se contente d'une maigre avance. II menace par la suite ces commerçants qui lui répliquent de se contenter de ce qu'il a déjà reçu car ils connaissent l'origine des diamants. Every doit se faire oublier pour ne pas être dénoncé aux autorités. II meurt quelque temps plus tard de maladie, dans le dénuement le plus total. La légende le fait épouser la fille du Grand Moghol et devenir roi de Marak'Pinga.
La découverte de pièces en argent frappées au Yémen en 1693 en différents lieux de la Nouvelle-Angleterre — actuels États-Unis — conduisent à penser que c'est dans ce qui était alors des colonies britanniques qu'Every et certains de ses hommes se sont installés et ont dépensé le butin pris au Ganj-i-Sawai.

## Culture populaire
- Dans la série télévisée Black Sails, un journal qui lui aurait appartenu, permet aux protagonistes de trouver l'île du squelette (L'Île au trésor du roman éponyme de R. L. Stevenson). Cette île cachée, utilisée pour réaliser des transactions secrètes, sera l'un des principaux lieux de la dernière saison. Une partie du dénouement de la série s'y déroulera.
- Dans le jeu vidéo Uncharted 4, les héros recherchent le trésor d'Henry Avery et découvrent qu'il est le principal fondateur de Libertalia.
- Dans Doctor Who (série de science-fiction britannique) 2 épisodes font référence au Capitaine Henry Avery : The Smugglers et La Marque noire, dans le premier un groupe de contrebandiers recherche dans un petit village anglais du XVIIe siècle un trésor caché par Henry Avery et dans le second on le voit directement avec son équipage, victime d'une sirène chassant ceux ayant une marque noire.
- Le personnage de Gol D. Roger dans le manga One Piece serait inspiré d'Henry Avery mais aussi de Oliviers Levasseur et de son trésor.
- Le navire pirate Playmobil 3750 commercialisé en 1990 arbore le pavillon d'Henry Avery.
- Une espèce d'insecte coléoptère de la famille des Histeridae : Halacritus averyi, décrite de Madagascar[2] lui a été dédiée par l'entomologiste français Yves Gomy en 1978[3].